# Episodi di Laverne & Shirley (settima stagione)
La settima stagione della sit-com Laverne & Shirley  è stata trasmessa negli Stati Uniti dal 13 ottobre 1981. In Italia questa stagione è trasmessa in prima visione su Canale 5.
| nº | Titolo originale                       | Titolo italiano | Prima TV USA     | Prima TV Italia |
| -- | -------------------------------------- | --------------- | ---------------- | --------------- |
| 1  | The Most Important Day Ever            |                 | 13 ottobre 1981  |                 |
| 2  | It Only Hurts When I Breathe           |                 | 27 ottobre 1981  |                 |
| 3  | I Wonder What Became of Sal?           |                 | 3 novembre 1981  |                 |
| 4  | Teenage Lust                           |                 | 10 novembre 1981 |                 |
| 5  | The Defiant One                        |                 | 17 novembre 1981 |                 |
| 6  | Night at the Awards                    |                 | 24 novembre 1981 |                 |
| 7  | Some Enchanted Earring                 |                 | 1º dicembre 1981 |                 |
| 8  | Moving In                              |                 | 8 dicembre 1981  |                 |
| 9  | Friendly Persuasion                    |                 | 15 dicembre 1981 |                 |
| 10 | I Do, I Don't                          |                 | 5 gennaio 1982   |                 |
| 11 | Love Is the Tar Pits                   |                 | 12 gennaio 1982  |                 |
| 12 | Watch the Fur Fly                      |                 | 19 gennaio 1982  |                 |
| 13 | Rocky Ragu                             |                 | 26 gennaio 1982  |                 |
| 14 | Star Peepers                           |                 | 2 febbraio 1982  |                 |
| 15 | An Affair to Forget                    |                 | 9 febbraio 1982  |                 |
| 16 | Whatever Happened to the Class of '56? |                 | 16 febbraio 1982 |                 |
| 17 | Ski Show                               |                 | 23 febbraio 1982 |                 |
| 18 | Helmut Weekend                         |                 | 2 marzo 1982     |                 |
| 19 | That's Entertainment                   |                 | 9 marzo 1982     |                 |
| 20 | Lightning Man                          |                 | 16 marzo 1982    |                 |
| 21 | Crime Isn't Pretty                     |                 | 4 maggio 1982    |                 |
| 22 | Perfidy in Blue                        |                 | 11 maggio 1982   |                 |